# Netdel
I ældre betydning er en netdel en elektronisk indretning i et apparat, der omdanner spændingen fra lysnettet (stikkontakten) til andre spændinger som apparatet anvender.
Nutidigt anvendes betegnelsen strømforsyning oftest.